# Lasiochlora diducta
Lasiochlora diducta là một loài bướm đêm trong họ Geometridae.